# Đại học Yonsei
Đại học Yonsei (Tiếng Anh: Yonsei University, Tiếng Hàn:연세대학교, Hanja: 延世大學校, Hán-Việt: Diên Thế Đại Học Hiệu) là một trường đại học tư thục ở thủ đô Seoul, Hàn Quốc, được thành lập vào năm 1885, Yonsei là một trong những trường đại học lâu đời nhất của Hàn Quốc. Trường được đánh giá là một trong ba trường đại học tốt nhất của nước này cùng với Đại học Quốc gia Seoul (Seoul National University) và Đại học Hàn Quốc (Korea University) - tạo thành nhóm SKY.

## Lịch sử

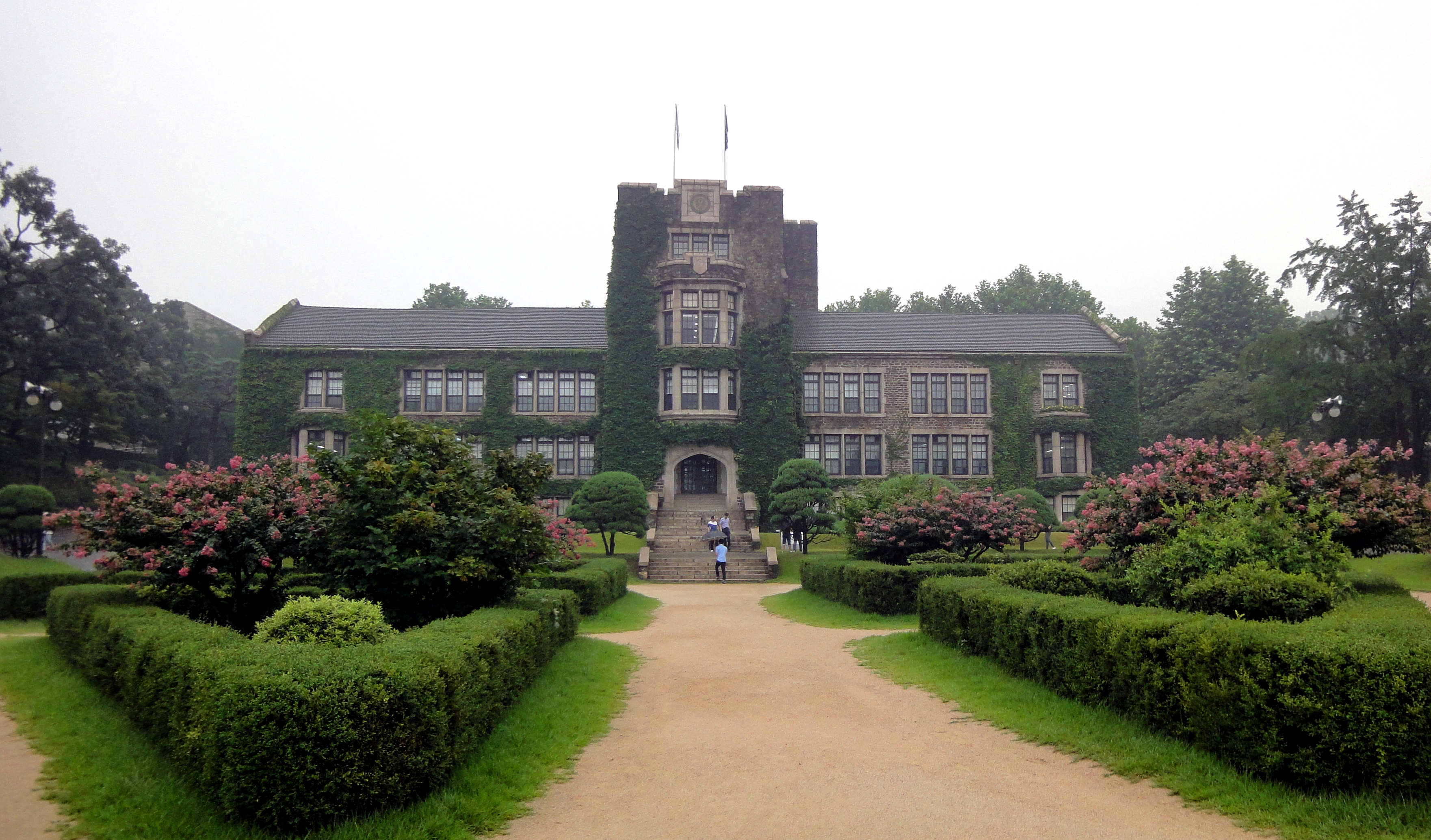
Tòa nhà chính của trường vào mùa xuân.

Yonsei là một trong bốn trường đại học duy nhất của Hàn Quốc lọt vào bảng xếp hạng chất lượng các trường đại học của ARWU World University Ranking, QS World University Rankings và The Times World University Ranking vào năm 2010. Vào năm 2011,Yonsei được xếp hạng thứ 129 trên toàn thế giới và thứ hạng 18 trên toàn châu Á dựa vào QS World University Rankings.
Tính tới ngày 1/4/2009, Trường Đại học Yonsei có trụ sở chính tại khu Sinchon, quận Seodaemun, Seoul. Hai cơ sở phụ, một ở thành phố Wonju thuộc tỉnh Gangwon và một ở khu đô thị mới Songdo thuộc tỉnh Incheon với tổng số 26.530 sinh viên đại học, 11.437 sinh viên cao học và 4.178 cán bộ giảng dạy.